# Fruitdale (Dakota del Sur)
Fruitdale es un pueblo ubicado en el condado de Butte en el estado estadounidense de Dakota del Sur. En el Censo de 2010 tenía una población de 64 habitantes y una densidad poblacional de 90,18 personas por km².

## Geografía
Fruitdale se encuentra ubicado en las coordenadas 44°40′9″N 103°41′44″O / 44.66917, -103.69556. Según la Oficina del Censo de los Estados Unidos, Fruitdale tiene una superficie total de 0,71 km², de la cual 0,71 km² corresponden a tierra firme y (0%) 0 km² son agua.

## Demografía
Según el censo de 2010, había 64 personas residiendo en Fruitdale. La densidad de población era de 90,18 hab./km². De sus 64 habitantes el 98.44% eran blancos, el 0% eran afroamericanos, el 0% eran amerindios, el 0% eran asiáticos, el 0% eran isleños del Pacífico, el 0% eran de otras razas y el 1,56% pertenecían a dos o más razas. Del total de la población el 4,69% eran hispanos o latinos de cualquier raza.